# باشگاه فوتبال هوگسوند
باشگاه فوتبال هوگسوند (انگلیسی: FK Haugesund) یک باشگاه فوتبال حرفه ای نروژی از شهر هوگسوند، روگالند است. این باشگاه پس از صعود در فصل ۲۰۰۸–۲۰۰۹، در حال حاضر در الیتسرین، اولین رده در سیستم لیگ فوتبال نروژ بازی می‌کند.